# Бобруйская меховая фабрика
Бобруйская меховая фабрика (бел. Бабруйская футравая фабрыка) — белорусское предприятие по производству меховых изделий, существовавшее в Бобруйске (Могилёвская область) в 1960—2015 годах.

## История
В 1959 году в Бобруйске была создана Бобруйская фабрика головных уборов, подчинявшаяся Управлению лёгкой промышленности Совета народного хозяйства Белорусской ССР. 25 февраля 1960 года она была преобразована в Бобруйскую фабрику меховых изделий того же подчинения. В 1963—1975 годах фабрика реконструировалась. После ликвидации совнархозов в 1965 году фабрика вошла в состав Всесоюзного объединения меховой и овчинно-шубной промышленности Министерства лёгкой промышленности СССР, в 1975 году — в состав Всесоюзного промышленного мехового объединения «Союзмехпром». В 1970 году на фабрике работало 850 человек, в конце 1970-х годов — 1800 человек. Выпускалось более 10 фасонов мужских шапок из меха различных животных, до 12 фасонов женских шапок, а также детские шапки, манто, пальто, воротники. С 1989 года — в подчинении Министерства лёгкой промышленности БССР, с 1992 года — в концерне «Беллегпром». В 2000 году фабрика была преобразована в республиканское унитарное производственное предприятие (РУПП) «Меховая фабрика». В 1995 году на предприятии действовали цехи швейных изделий, головных уборов, изделий из пушнины. Предприятие пребывало в тяжёлом экономическом положении, в 2006 году просроченная кредиторская задолженность предприятия реструктуризировалась. 16 октября 2015 года компания была ликвидирована.